# Ptilinopus arcanus
El tilopo de Negros o tilopo de Ripley (Ptilinopus arcanus) es una especie de ave columbiforme de la familia Columbidae endémica la isla de Negros, en Filipinas. Esta especie se conoce por un solo espécimen hembra encontrado en las laderas del monte Canlaón del norte de la isla. Aunque fue encontrado a gran altitud, se sospecha que originalmente esta especie vivía en los bosques dipterocarpos más bajos y fue empujado a mayores altitudes por la destrucción de su hábitat. La hembra de tilopo de Negros encontrada era un tilopo pequeño de plumaje verde vivo y la frente gris. Tenía un característico anillo ocular amarillo, también son amarillos los bordes de algunas de sus plumas lo que le da la apariencia de tener una lista amarilla en sus alas cuando está posada. Su garganta era amarilla, mientras que la parte inferior de su cola bajo vientre eran amarillos. Aunque algunos han sugerido que podría tratarse de un híbrido o un ejemplar enano, no es la opinión general. 
Al espécimen original se le disparó cuando estaba con otra ave en un árbol con fruta y se cree que sería su pareja. No se sabe nada más de su comportamiento. No se ha vuelto a hacer un avistamiento confirmado desde su descubrimiento en 1953, y no se ha encontrado ningún rastro suyo en varias búsquedas en el monte Kanlaon y sus alrededores, por lo que se piensa que se ha extinguido. Sin embargo, en el 2002 se produjo un avistamiento no confirmado en el sur de Negros, y el descubrimiento de muchas especies que se creían endémicas de Negros en la cercana isla de Panay mantiene la esperanza de que sobreviva. Por ello su actual clasificación es Especie en peligro crítico de extinción por la UICN. Cualquier población superviviente sería muy pequeña, probablemente de menos de 50 individuos, y estaría amenazada por la destrucción del hábitat y la caza.

## Taxonomía
El tilopo de Negros fue descrito científicamente en 1955 como Ptilinopus arcanus por Sidney Dillon Ripley y Dioscoro S. Rabor basándose en un solo ejemplar hembra recolectado por Rabor el 1 de mayo de 1953. Este espécimen, recolectado cerca de Pula en las laderas del monte Canlaón fue abatido de un disparo cuando estaba con un segundo ejemplar, probablemente su pareja, que se perdió entre la espesura. La piel disecada del holotipo se conserva en el Museo Peabody de Historia Natural de la Universidad Yale. El nombre del género Ptilinopus procede de los términos griegos ptilon «pluma» y pous, «pie» El nombre de la especie es la palabra latina arcānus «arcano, secreto».
Algunos taxónomos han sugerido que el espécimen podría ser un ejemplar enano de tilopo occipital o un vinago, o bien un híbrido en lugar de ser una especie única; sin embargo, estas opiniones no se consideran válidas generalizadamente por las características diferenciales del espécimen, especialmente la piel desnuda alrededor del ojo, y la carencia de pruebas que indiquen que el tilopo de Negros no es una especie válida. Se desconoce dónde se ubicaría en el género Ptilinopus puesto que el plumaje del macho suele ser la clave usada para clasificarlos, y no se sabe cómo es. Se ha sugerido que el tilopo de Negros estaría cercanamente emparentado con el tilopo nuquinegro, o bien podría proceder de una colonización antigua de Filipinas por parte del género que no ha dejado más parientes cercanos supervivientes. It has no known subspecies and is also known as Ripley's fruit dove.

## Descripción
El tilopo de Negros es un ave pequeña en comparación con otros tilopos y de cola corta. Tenía una longitud corporal de 16,5 cm. Solo se conoce el aspecto de la hembra adulta. El plumaje de la hembra es principalmente de color verde vivo, con la frente gris y un amplio anillo ocular amarillo sin plumas. Las coberteras mayores y las plumas terciarias tienen amplios bordes amarillos creando una fina aunque visible lista amarilla cuando las alas están plegadas. Su garganta es blanca, mientras que la zona perianal y las coberteras de la parte inferior de la cola son amarillas. Su pico es negro y las patas son de un rojo purpúreo apagado.

## Distribución y hábitat
Se cree que el tilopo de Negros es endémico de la isla de Negros, en el centro del archipiélago filipino. Sin embargo, existe alguna esperanza de que la especie permanezca sin detectar en una isla cercana. El único ejemplar conocido fue recolectado en el bosque al borde de un claro del monte Canlaón a 1.100 metros de altitud. El bosque donde se encontraba se describió como «a medio camino entre un bosque dipterocarpos de tierras bajas genuino (...) y un tipo de bosque de media montaña real. » Se sospecha que esta especie preferiría los hábitat preferido de altitudes bajas, y que la pareja avistada habría sido empujada a altitudes mayores por la deforestación de las regiones bajas.

## Ecología y comportamiento
El único avistamiento del tilopo de Negros fue de una pareja comiendo frutos en un árbol. No existe más información de su comportamiento.

## Estado de conservación

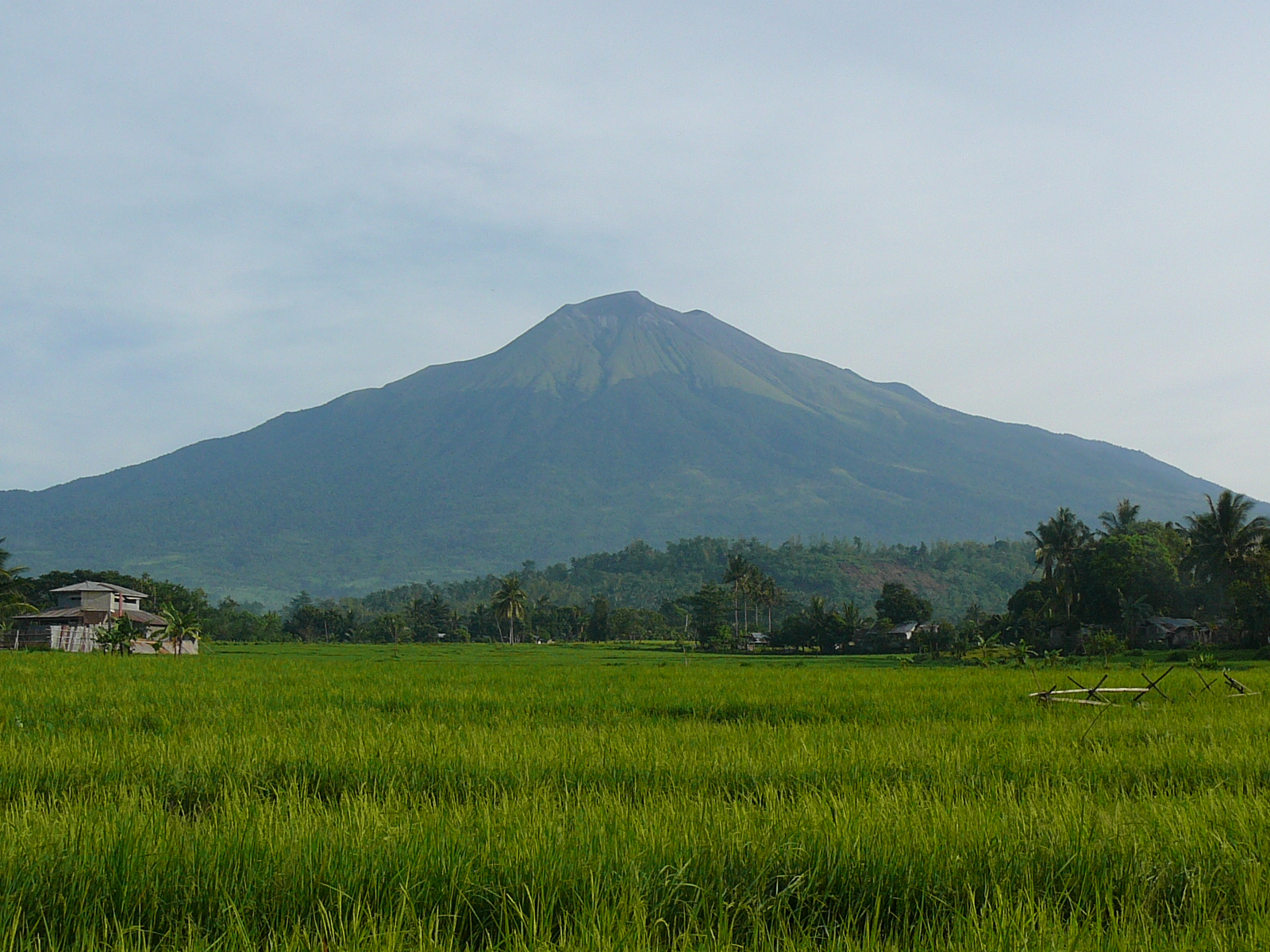
Monte Canlaón.

No ha habido más avistamientos desde que se descubrió a la primera pareja de tilopos de Negros en mayo de 1953. Sin embargo, se produjo un avistamiento sin confirmar en 2002 en una zona forestal del sur de Negros, que mantiene la esperanza que la especie todavía sobreviva, y por eso la UICN clasifica al tilopo de Negros como especie en peligro crítico de extinción, ya que cualquier posible población superviviente seguramente tendrá menos de 50 individuos. Si todavía existen ejemplares vivos, la destrucción de su hábitat para la agrigultura, la obtención de madera y de carbón y la caza, que son las principales amenazas de los demás tilopos, serán las mismas para los tilopos de Negros.
Numerosos coleccionistas visitaron Negros antes de 1953 sin encontrar rastros de la especie, por lo probablemente ya fuera muy rara cuando se descubrió. Se sospecha que el tilopo de Negros originalmente era una especie de tierras bajas, pero que la destrucción de los bosques en el norte de Negros desplazó a estas palomas de su hábitat ideal y las condujo a su posible extinción. En la actualidad no hay bosques en el norte de Negros en altitudes menores de los 750 m, y numerosas búsquedas realizadas en la década de 1990 en el monte Canlaón y la zona circundante fracasaron en su intento de descubrir cualquier signo de la especie. Los trabajos de campo ornitológicos han descubierto que la cercana isla de Panay alberga a algunas de las especies que antes se creían endémicas de Negros, como la paloma apuñalada de Negros. Estos descubrimientos y la existencia de bosques de tierras bajas sin explorar en Panay mantienen la esperanza de que el tilopo de Negros pueda existir todavía aunque en pequeña cantidad en esta isla cercana. Aparte de una representación del tilopo en un póster del educación ambiental en Filipinas de los años 1990, no se han tomado más medidas de conservación para proteger a la posible población superviviente.